# Basic Linear Algebra Subprograms
Basic Linear Algebra Subprograms  (BLAS) (укр. Основні підпрограми з лінійної алгебри) — встановлений де-факто стандарт інтерфейсу бібліотек підпрограм, призначених для виконання основних операцій лінійної алгебри, таких як, наприклад, множення матриць та векторів. Уперше такі підпрограми було опубліковано 1979 року. На їх основі будуються більші пакети, такі як LAPACK. Конкретні втілення протоколу у вигляді бібліотек розробляються як провідними лідерами комп'ютерної технології, наприклад, Intelом, так і іншими авторами. Підпрограми лінійної алгебри широко використовуються в застосуваннях, які вимагають інтенсивних обчислень, а тому вимагають особливо уважної розробки й оптимізації. Наприклад, ATLAS — варіант BLAS, який може легко переноситися з однієї платформи на іншу й оптимізуватися для використання на машинах конкретної архітектури.
Бенчмарк LINPACK сильно залежить від швидкості виконання підпрограми DGEMM, яка входить до BLAS.

## Функціональність
Функціональність BLAS розбивається на три рівні

### Рівень 1
Цей рівень містить операції загального вигляду
{\displaystyle {\boldsymbol {y}}\leftarrow \alpha {\boldsymbol {x}}+{\boldsymbol {y}}\!}
а також скалярного добутку, норми вектора та деякі інші.

### Рівень 2
Цей рівень містить операції дій між векторами й матрицями загального вигляду
{\displaystyle {\boldsymbol {y}}\leftarrow \alpha A{\boldsymbol {x}}+\beta {\boldsymbol {y}}\!}
а також підпрограми знаходження розв'язку рівняння {\displaystyle T{\boldsymbol {x}}={\boldsymbol {y}}} для трикутної матриці {\displaystyle T}.

### Рівень 3
Цей рівень містить операції з матрицями вигляду
{\displaystyle C\leftarrow \alpha AB+\beta C\!}
а також розв'язок рівняння {\displaystyle B\leftarrow \alpha T^{-1}B}
для трикутної матриці {\displaystyle T} та інші підпрограми. Зокрема сюди входить популярна у використаннях операція перемноження матриць.

## Реалізації
Accelarate
Платформа від Apple створена для Mac OS X та iOS, яка містить адаптовані версії BLAS і LAPACK.  [Архівовано 3 грудня 2010 у Wayback Machine.]  [Архівовано 18 серпня 2016 у Wayback Machine.]
C++ AMP BLAS
Бібліотека C++ AMP BLAS є відкритою реалізацією BLAS для Майкрософтівського розширення Visual C++.  [Архівовано 8 липня 2017 у Wayback Machine.]
Goto BLAS
Опублікована під ліцензією BSD реалізація BLAS, адаптована під Intel Nehalem/Atom, VIA VIA Nano, AMD Opteron. 
GSL
GNU Scientific Library бібліотека обчислювальних методів для мов C та С++, що розповсюджується під ліцензією GNU General Public License.  [Архівовано 9 червня 2005 у Wayback Machine.]
Intel MKL
Інтелівська математична бібліотека (Math Kernel Library), розрахована на x86 32-бітну і 64-бітну архітектуру. Включає оптимізації для Intel Pentium, Core та Intel Xeon процесорів і Intel Xeon Phi; підтримується Linux, Windows і Mac OS X.  [Архівовано 9 серпня 2013 у Wayback Machine.]
Netlib BLAS
Офіційна реалізація з netlib. Існують версії на мовах програмування C та Fortran 77.  [Архівовано 10 січня 2010 у Wayback Machine.]
OpenBLASОптимізований і розпаралелений BLAS на основі Goto BLAS викладений на GitHub [Архівовано 14 серпня 2013 у Wayback Machine.].  [Архівовано 24 листопада 2012 у Wayback Machine.]